# Cream of Wheat

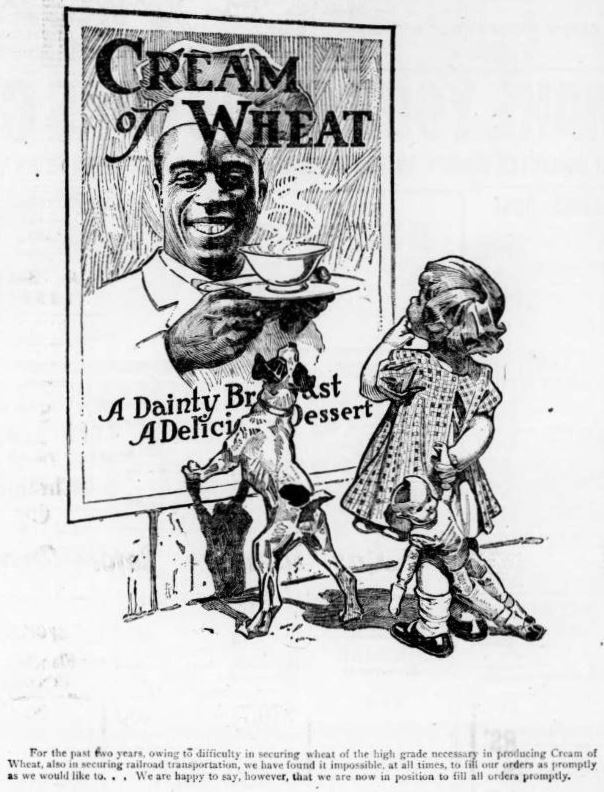
Газетная реклама 1920 года

Cream of Wheat — это бренд муки, разновидность каши на завтрак, приготовленной из пшеничной манной крупы. Она похожа на крупу, но более гладкая по текстуре, так как сделана из молотых зерен пшеницы вместо молотой кукурузы. Впервые она была произведена в Соединенных Штатах в 1893 пшеничными мельницами в Гранд-Форкс (Северная Дакота). Продукт дебютировал на Всемирной выставке (1893) в Чикаго, штат Иллинойс. До января 2007, Cream of Wheat была брендом Nabisco, выпускаемым Kraft Foods. В январе 2007, B&G Foods приобрела бренд и все права на продажу зерновых. «Cream of Wheat» является зарегистрированным товарным знаком.
В дополнение к продуктам на основе пшеницы, Cream of Rice на основе риса также производится как часть производственной линии и часто является рекомендуемым ранним питанием для младенцев и малышей, а также для людей, которые не переносят пшеницу или клейковину, таких как люди с целиакией.